# 羊忱
羊忱（250年代—311年），一名陶，字长和，泰山郡南城县（今山东省新泰市）人，西晋车骑掾羊繇第五子，西晋官员。

## 生平
羊忱的父亲羊繇和太傅羊祜是同祖父的堂兄弟，关系很好。羊繇官至车骑掾，早逝，羊忱兄弟五人幼年丧父。羊祜来哭吊时，看到羊忱哀伤的举止就像成人一样，羊祜感叹道：“有这样的儿子，堂兄虽死犹生！”
羊忱性格非常刚正有节操，赵王司马伦自立为相国时，羊忱任太傅长史，司马伦任命羊忱为参相国军事。传达任命的使者突然来到，羊忱深怕卷入灾祸，没空准备马鞍，立即上马逃跑。使者在后面追赶，羊忱善于射箭，左右开弓，使者不敢近前，羊忱才得以脱身。
羊忱后历任扬州刺史、侍中。永嘉五年（311年），羊忱在永嘉之乱中遇害，时年五十多岁。

## 其他
羊忱擅长写行书。

## 家庭

### 曾祖
- 羊续，东汉太尉[5]

### 祖父
- 羊秘，京兆太守[5]

### 父母
- 羊繇，西晋车骑掾[5]
- 乐氏，乐国祯之女[5]

### 兄弟
- 羊秉，西晋抚军参军[5][6]
- 羊洽[5]
- 羊式[5]
- 羊亮，西晋大鸿胪[5]

### 儿子
- 羊楷，东晋尚书郎，娶诸葛恢次女[7]
- 羊权，东晋黄门侍郎